# Mangomaloba royi
Mangomaloba royi är en insektsart som beskrevs av Lucien Chopard 1954. Mangomaloba royi ingår i släktet Mangomaloba och familjen vårtbitare. Inga underarter finns listade i Catalogue of Life.